# Mustang (Oklahoma)
Mustang ist eine US-amerikanische Stadt im Bundesstaat Oklahoma. Sie befindet sich im Canadian County und ist Teil der Metropolregion von Oklahoma City. Das U.S. Census Bureau hat bei der Volkszählung 2020 eine Einwohnerzahl von 19.879 ermittelt.

## Geschichte
Das Postamt von Mustang wurde 1895 eingerichtet, aber die Stadt wurde erst formell gegründet, als Charles G. Jones, ehemaliger Bürgermeister von Oklahoma City, im November 1901 den Grundriss einreichte. Im selben Jahr baute die Oklahoma City and Western Railroad (später von der St. Louis and San Francisco Railway übernommen) eine Strecke von Oklahoma City nach Chickasha, die durch Mustang führte.

## Demografie
Nach einer Schätzung von 2019 leben in Mustang 22.959 Menschen. Die Bevölkerung teilte sich im selben Jahr auf in 84,0 % Weiße, 1,6 % Afroamerikaner, 4,8 % amerikanische Ureinwohner, 1,2 % Asiaten und 5,6 % mit zwei oder mehr Ethnizitäten. Hispanics oder Latinos aller Ethnien machten 6,7 % der Bevölkerung aus. Das mittlere Haushaltseinkommen lag bei 74.071 US-Dollar und die Armutsquote bei 4,9 %.

## Wirtschaft
Die Wirtschaft von Mustang basierte bis Mitte des 20. Jahrhunderts auf der Landwirtschaft. Die Landwirtschaft blieb bis in die 1940er Jahre vorherrschend, als die Milch- und Rindfleischindustrie die Vorherrschaft gewann. In den 1960er Jahren begann sich die Stadt zu einer Schlafstadt für Oklahoma City zu entwickeln.